# Lotononis pachycarpa
Lotononis pachycarpa é uma espécie vegetal da família Fabaceae.
Apenas pode ser encontrada na Namíbia.
Os seus habitats naturais são: desertos frios.